# Établissements Manom
Établissements Manom war ein französischer Hersteller von Automobilen.

## Unternehmensgeschichte
Das Unternehmen aus Saint-Ouen begann im Frühling 1953 mit der Produktion von Automobilen. Der Markenname lautete Manocar. Im gleichen Jahr endete die Produktion. Nur wenige Fahrzeuge entstanden.

## Fahrzeuge
Das einzige Modell war ein Kleinstwagen mit drei Rädern. Das einzelne Rad befand sich vorne. Für den Antrieb sorgte ein luftgekühlter Einzylinder-Zweitaktmotor mit 125 cm³ Hubraum und 4 PS Leistung, der das linke Hinterrad antrieb. Die Höchstgeschwindigkeit war mit 55 km/h angegeben. Die türlose Karosserie bestand aus Stahlblech. Das offene Fahrzeug war 225 cm lang, 140 cm breit und bot Platz für zwei Personen. Das Leergewicht war mit 180 kg angegeben.